# Head (Unix)
head (dalla lingua inglese head, testa, per estensione inizio) è un comando dei sistemi Unix e Unix-like, e più in generale dei sistemi POSIX, che mostra sullo standard output le prime linee di uno o più file di testo, o dei dati provenienti dallo standard input. È un tipo di filtro.

## Sintassi
La sintassi generale del comando head è la seguente:
```
head [
opzioni
] [--] [
file1
 [
file2
 …] ]
```

I parametri facoltativi file specificano i nomi dei file di cui mostrare le prime linee. Se non sono specificati, head mostra le prime linee dei dati provenienti dallo standard input.
Il doppio trattino -- (facoltativo) indica che i parametri successivi non sono da considerarsi opzioni.
Il comportamento predefinito prevede di mostrare le prime 10 linee di dati.
Tra le opzioni principali vi sono:
-n numMostra il numero di linee iniziali specificate dal parametro num.
-numMostra il numero di linee iniziali specificate da num (sintassi storica).

## Esempi
Mostra le prime 10 linee del file elenco.txt:
```
head -n 10 elenco.txt
```

Mostra le prime 20 linee del file elenco1.txt e le prime 20 linee del file elenco2.txt:
```
head -n 20 elenco1.txt elenco2.txt
```

Cerca nella directory corrente e nelle sue subdirectory i file i cui nomi hanno l'estensione .txt tramite il comando find,  e visualizza solo le prime 5 linee dei risultati mettendolo in una pipeline software con head:
```
find . -type f -print | head -n 5
```